# Adolf Dygacz

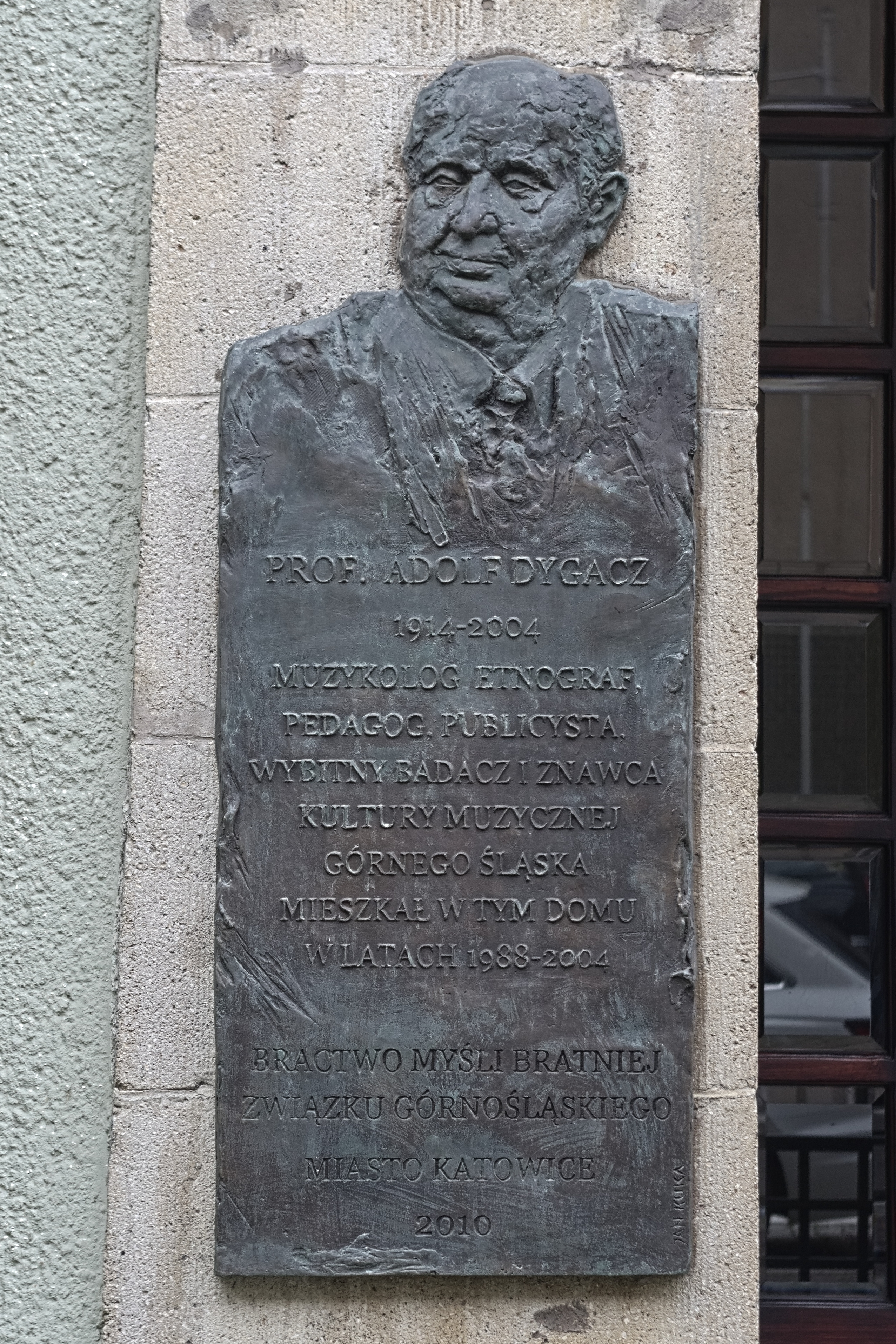
Tablica na fasadzie kamienicy przy ul. Wita Stwosza 4 w Katowicach

Adolf Karol Dygacz (ur. 23 lipca 1914 w Droniowicach k. Lublińca, zm. 5 kwietnia 2004 w Katowicach) – etnograf, muzykolog, folklorysta, znawca kultury górnośląskiej i zagłębiowskiej, której poświęcił habilitację.

## Życiorys
Urodził się w rodzinie Józefa i Anny z domu Kopyciok. Posiadał liczne rodzeństwo: Annę, Martę, Gertrudę, Emilię, Waleskę, Ryszarda i Augusta. Uczęszczał do Szkoły Podstawowej w Droniowicach, gdzie do poznawania muzyki ludowej zachęcił go nauczyciel – Juliusz Brommer.
W latach 1930–1934 przebywał w Lublińcu, gdzie uczęszczał do Niższego Seminarium Duchownego, prowadzonego przez Misjonarzy Oblatów. Wówczas pracował w drukarni prowadzonej przez zakonników, pracując na swoje utrzymanie. W 1934 roku przeniósł się do Katowic, gdzie przygotowywał się do matury. W 1936 roku w trybie eksternistycznym przystąpił do matury w Państwowym Gimnazjum i Liceum w Katowicach (obecnie III Liceum Ogólnokształcące im. Adama Mickiewicza w Katowicach) i zdał ją z pozytywnym wynikiem. Dalszą edukację kontynuował na studiach, które przerwała wojenna zawierucha. Na studia powrócił po zakończeniu II wojny światowej.
W latach 1937–1938 odbył Dywizyjny Kurs Podchorążych Rezerwy w Grodnie, który ukończył ze stopniem podporucznika.
Studiował na Wydziale Wychowania Muzycznego (ukończył w 1948) oraz na Wydziale Kompozycji i Teorii Muzyki (ukończył 1951) Państwowej Wyższej Szkoły Muzycznej w Katowicach, gdzie studiował teorię i pedagogikę muzyki; ukończył również prawo w Wyższej Szkole Ekonomicznej w Katowicach (1949) oraz Wydział Filozoficzno-Historyczny Uniwersytetu Jagiellońskiego (1952) w zakresie muzykologii. W 1962 obronił pracę doktorską, w 1975 habilitacyjną (na Uniwersytecie Adama Mickiewicza w Poznaniu); od 1991 z tytułem profesora.
Brał udział w kampanii wrześniowej, a następnie w ruchu oporu na Górnym Śląsku.
Podczas II wojny światowej był w niewoli niemieckiej i radzieckiej, z których uciekł i wrócił na Śląsk. Działał w podziemnej organizacji antyfaszystowskiej.
W 1940 roku miał zostać wywieziony na roboty przymusowe, jednak ukrywając się, rozpoczął pracę jako pielęgniarz w Zakładzie im. św. Józefa dla osób upośledzonych umysłowo w Prószkowie k. Opola.
Za działalność konspiracyjną został aresztowany w 1941 roku, skazany na sześć lat więzienia (jako więzień polityczny) i osadzony w zakładzie karnym w Opolu. Później przenoszono go do zakładów w Bytomiu, Katowicach i Raciborzu. Po wojnie podjął pracę naukowo-dydaktyczną: w latach 1951–1975 na PWSM w Katowicach, 1974–1980 na Uniwersytecie Wrocławskim, od 1980 na Uniwersytecie Śląskim w Katowicach (filia w Cieszynie, kierownik Zakładu Teorii Muzyki i Folklorystyki Muzycznej). Był członkiem Komitetu Nauk Etnologicznych PAN, Komisji Etnograficznej Oddziału PAN w Krakowie oraz Komisji Historyczno-Literackiej Oddziału PAN w Katowicach.
Jako siedmioletni chłopiec, w 1921 roku patrzył na powstańców śląskich, którzy rozdawali ulotki o treściach patriotycznych. W tej atmosferze zasłyszane przez niego pieśni powstańcze nabierały szczególnego znaczenia i w przyszłości zainspirowały go do utworzenia zbioru Śląskie pieśni powstańcze z lat 1919–1921.
W 1933 rozpoczął zbieranie pieśni ludowych na Górnym Śląsku. Zebrał ok. 16 tysięcy melodii i tekstów. W latach 1950–1955 uczestniczył w Akcji Zbierania Folkloru Muzycznego, zainicjowanej przez Państwowy Instytut Sztuki w Warszawie. Badał również folklor miejski, robotniczy, szczególnie w grupach zawodowych hutników i górników. Od 1961 współpracował z Międzynarodowym Centrum do Badań nad Pieśnią Robotniczą w Budapeszcie. A. Dygacz był wówczas przedstawicielami Polski w tej organizacji, co umożliwiało mu współpracę z naukowcami, pochodzącymi z aż 12 państw. Węgierskiej etnograf Tekli Dömötör, będącym sprawozdaniem z tego wydarzenia, znalazła się wzmianka o „fascynujących badaniach A. Dygacza, w których subtelnie przeanalizowano postawę i postawę polskich pracowników przemysłowych, odzwierciedlone w pieśniach”.
W latach 1951/1952–1975 prowadził wykłady zlecone z zakresu teorii muzyki, folkloru, psychologii ogólnej i muzycznej w Wyższej Szkole Muzycznej w Katowicach (obecnie Akademia Muzyczna im. Karola Szymanowskiego w Katowicach). Był pracownikiem etatowym Katedry Etnografii Uniwersytetu Wrocławskiego (1974–1980), a kolejno kierownikiem Zakładu Teorii Muzyki i Folklorystyki Muzycznej w Cieszynie – Filii Uniwersytetu Śląskiego (1980–1992). Do 1999 w tym ośrodku naukowym prowadził seminaria magisterskie. Był promotorem ponad dwustu prac magisterskich z zakresu kultury ludowej różnych regionów Polski, a także dziewięciu rozpraw doktorskich i trzech habilitacji. Doktoranci Adolfa Dygacza to m.in.: Jadwiga Romana Bobrowska, Dionizjusz Czubala, Alojzy Kopoczek, Alina Kopoczek, Krystyna Turek, Marian Gerlich, Halina Gerlich.
Należał do wielu organizacji kulturalnych, w latach 1970–1973 wiceprezes Związku Kompozytorów Polskich. Był także członkiem m.in. Związku Nauczycielstwa Polskiego, Polskiego Towarzystwa Ludoznawczego, Wrocławskiego Towarzystwa Naukowego, Opolskiego Towarzystwa Przyjaciół Nauk oraz Katowickiego Towarzystwa Społeczno-Kulturalnego. W 1995 otrzymał tytuł Honorowego Ślązaka Roku nadany przez Radio Katowice. 

## Działalność naukowa i badawcza
Jako pedagog zajmował się teorią muzyki oraz problemami wychowania muzycznego. Jako badacz interesował się zagadnieniami muzyki ludowej, a w szczególności folklorem zawodowym. Był wszechstronnym badaczem. Jego zbiory pochodzą głównie z Górnego Śląska i Zagłębia Dąbrowskiego, jak również ze Śląska Opolskiego, Dolnego Śląska, Śląska Cieszyńskiego, Beskidu Śląskiego. Interesując się folklorem grup zawodowych, zgromadził pieśni z innych regionów Polski, o czym świadczy mapa Etnograficznej podróży Adolfa Dygacza.
Główne kierunki jego działalności badawczej to dokumentowanie folkloru hutniczego i górniczego. Zbierał także pieśni powszechne (między innymi historyczne – pieśni powstańcze i plebiscytowe) i obrzędowe.
Opublikował około 2 tysięcy artykułów z zakresu publicystyki muzycznej oraz około 160 prac naukowych (w tym 12 książek). Niektóre z publikacji:
- Śląskie pieśni powstańcze 1919–1921 (1958)
- Pieśni górnicze. Studium i materiały (1960)
- Polska pieśń górniczo-hutnicza (1964)
- Rzeka Odra w polskiej pieśni ludowej. Studium folklorystyczne (1966)
- Ludowe pieśni górnicze w Zagłębiu Dąbrowskim. Studium folklorystyczne (1975, przedmowa Julian Krzyżanowski; praca habilitacyjna)
- Polskie instrumenty ludowe. Studia folklorystyczne (1981, z Alojzym Kopoczkiem)
- Pieśni ludowe miasta Katowic. Wybór źródeł i charakterystyka (1987)
- Śląskie pieśni ludowe (1995)

## Archiwum Adolfa Dygacza
Archiwum Adolfa Dygacza zostało przekazane do Górnośląskiego Parku Etnograficznego w Chorzowie przez żonę badacza – Janinę Lipińską-Dygacz oraz córkę – Kornelię Dygacz. Od 2017 roku instytucja ta prowadzi wieloetapowy projekt pn. Digitalizacja zbiorów prof. dr. hab. Adolfa Dygacza, w ramach którego porządkuje nagrania z taśm szpulowych z prywatnych inicjatyw badawczych Dygacza, opracowuje, transkrybuje materiał z rękopisów i maszynopisów folklorysty oraz udostępnia w wolnym dostępie jego zbiory folklorysty. Prowadzi działania towarzyszące, popularyzujące jego działalność, w ramach których zrealizowano w 2020 roku wystawę czasową Życie jako pieśń. Z teki profesora Adolfa Dygacza oraz wydano publikację Skończone powstanie, złożona już broń... Zbiór pieśni powstańczych z archiwum Adolfa Dygacza (wybór i opracowanie Agata Krajewska).

## Ordery i odznaczenia
- Order Sztandaru Pracy II klasy
- Krzyż Kawalerski Orderu Odrodzenia Polski
- Srebrny Krzyż Zasługi (1954)[11]
- Odznaka „Zasłużony Działacz Kultury”

Źródło:.

## Nagrody
- Nagroda miasta Katowice (1960)
- Śląska Nagroda im. Juliusza Ligonia (1991)
- Nagroda im. Wojciecha Korfantego nadana przez Związek Górnośląski (1999)[12]

## Upamiętnienie
14 października 2010 na fasadzie budynku przy ul. Wita Stwosza 4 w Katowicach odsłonięto tablicę pamiątkową ku czci profesora (mieszkał w tym budynku w latach 1988–2004).
7 września 2012 w Galerii Artystów na placu Grunwaldzkim w Katowicach odsłonięto popiersie Adolfa Dygacza.